# L'Anarchie
L'Anarchie  was een Frans individualistisch anarchistisch tijdschrift, opgericht in april 1905 door Albert Libertad. Naast Libertad werkten ook Émile Armand, André Lorulot, Émilie Lamotte, Raymond Callemin en Victor Serge mee aan het tijdschijft.
Tussen 13 april 1905 en 22 juli 1914 verschenen er 484 edities.